# Яльмарссон, Симон
Матс Симон Яльмарссон (швед. Mats Simon Hjalmarsson; 1 февраля 1989, Варнамо, Швеция) — шведский хоккеист, правый нападающий клуба «Грац Найнти Найнерс».

## Карьера
Воспитанник клуба «Йиславед», откуда в 2005 году перешёл в молодёжную команду «Фрёлунды». Первый матч в профессионального команде сыграл за «Фрелунду» в сезоне 2007/08. После всего одной игры был отправлен в аренду в «Борас», где он закончил тот сезон.
В 2007 году он был выбран на драфте НХЛ, где он был под номером 39-м во 2-м раунде командой «Сент-Луис Блюз».
И в следующем сезоне он играл за команды из хоккейной лиги Швеции «Рёгле», и после отличного сезона 2013/14. В течение которого 55 сыгранных матчей и 57 очков (27+30), вместе с 9 очками в плей-офф.
Потом Симон отправился в Россию, где подписал контракт с ЦСКА.